# 加藤譲司
加藤 譲司（かとう じょうじ、1950年4月11日 - ）は、神奈川県出身の元プロ野球選手。

## 来歴・人物
藤沢商業高等学校（現:藤沢翔陵高等学校）を卒業。二年生から主戦投手として活躍、速球が武器の本格派。一試合平均１０奪三振という右腕はスカウト間で高く評価され、東映でもはやくから獲得をねらっていた。ノンプロ三菱重工川崎に就職が内定していたが、プロ入りの了解をとっており1968年のプロ野球ドラフト会議で東映フライヤーズから2位で指名され、入団したが、一軍での登板がないまま1970年に引退した。オーバースローからカーブを武器とする。

## 詳細情報

### 年度別投手成績
- 一軍公式戦出場なし

### 背番号
- 15 （1969年 - 1970年）